# 鄭汝舟
鄭汝舟（1496年—1555年），字宜濟，號少野，福建省興化府莆田縣人，民籍。

## 生平
正月初四日生，行七，治《書經》，由國子生中式嘉靖七年（1528年）戊子科福建鄉試第八十五名舉人，年三十七歲中式嘉靖十一年（1532年）壬辰科會試第二百七十八名，第三甲第二十九名進士。觀工部政，授南海知县，改應天府學教授，陞國子監博士，轉南京工部主事，榷税芜湖，升員外郎，出为湖廣僉事，升江西參議，调湖广副使，卒于官。

## 家族
曾祖鄭克敏；祖鄭致中；父鄭彥材；母黃氏。慈侍下。兄汝進；汝達；汝亨；汝逞；汝逸；汝選。子澯、沔、勳 勳生員）。